# Carlena Gower
Carlena Gower (ur. 21 kwietnia 1967) – amerykańska aktorka dziecięca.

## Wybrana filmografia
- 1974: Płonący wieżowiec jako Angela Allbright
- 1975: Police Story jako Karen
- 1976: The Bionic Woman jako mała Jaime
- 1976: Domek na prerii jako Amelia Ingalls
- 1982: One Day at a Time jako Karen